# Вакцина проти гепатиту С
Вакцина проти вірусного гепатиту С (ВГС) поки не доступна. Хоча існують вакцини проти гепатиту А та гепатиту В, розробка вакцини проти ВГС зустрілася з низкою проблем. Наразі розробляється кілька вакцин.
Більшість вакцин працюють через індукування утворення антитіл, які спрямовані на антигени зовнішніх оболонок вірусів. Однак вірус гепатиту С (HCV) дуже мінливий і швидко мутує, через що розробка ефективної вакцини є дуже складною.
Альтернативний механізм дії вакцини полягає в індукуванні Т-клітинної гілки імунної відповіді за допомогою вірусних (аденовірусних) векторів, які містять великі частини геному HCV. Більшість робіт з розробки Т-клітинних вакцин проводиться проти певного генотипу вірусу. Існує шість різних його генотипів, які відображають відмінності в структурі. Першою зареєстрованою вакциною, ймовірно, буде та, що націлена на генотипи 1a та 1b, на які припадає понад 60 % випадків хронічних інфекцій HCV у всьому світі. Ймовірно, після першої зареєстрованої вакцини, наступні будуть направлені на інші за поширеністю генотипи.
VLP-вакцини проти HCV (на основі вірусоподібних частинок) також є предметом інтенсивних досліджень.
З 2014 року доступні добре переносимі та надзвичайно ефективні противірусні засоби прямої дії (DAA), які дозволяють вилікувати захворювання протягом 8–12 тижнів у більшості пацієнтів. Хоча це різко змінило тактику лікування пацієнтів із ВГС, воно не замінює вакцину, яка б запобігала зараження вірусом і, ймовірно, тільки лікування не є достатнім для його повної ерадикації.

## Окремі вакцини
Компанія Inovio Pharmaceuticals розробляє синтетичну мультиантигенну ДНК-вакцину, що охоплює генотипи 1а та 1b мішенями для якої є неструктурні білки 3 (NS3) та 4A (NS4A), а також білки NS4B та NS5A. Після імунізації макаки-резус мали сильні Т-клітинні імунологічні реакції, дуже подібні до тих, про які повідомлялося у пацієнтів, які самостійно подолали вірус. Реакції складались з появи високоспецифічних імунних агентів: інтерферон-γ (IFN-γ), фактор некрозу пухлини-α (TNF-α) та інтерлейкін-2 (IL-2); вираженої проліферації CD4+ та CD8+ Т-клітин та індукції поліфункціональних Т-клітин. Наразі триває клінічне випробування
Ад'ювантом для вакцини проти ВГС у когорті 17 здорових добровольців людини було досліджено основний інваріантний ланцюг комплексу гістосумісності II класу (CD74) злитий з вірусним вектором проти консервативної ділянки геному HCV. Ця експериментальна вакцина добре переносилася, і ті, хто її отримував, мали більш сильну імунну реакцію проти вірусу (підвищена магнітуда, широта та проліферативна здатність Т-хелперів, специфічних проти HCV) порівняно з добровольцями, які отримували вакцину без ад'юванту